# Braulio Rafael León Villegas
Braulio Rafael León Villegas (ur. 26 marca 1943 w León, zm. 30 grudnia 2024 w Ciudad Guzmán) – meksykański duchowny rzymskokatolicki, w latach 1999–2017 biskup Ciudad Guzmán.

## Życiorys
Święcenia kapłańskie przyjął 17 maja 1970. 21 lutego 1990 został prekonizowany biskupem La Paz en la Baja California Sur. Sakrę biskupią otrzymał 29 marca 1990. 11 grudnia 1990 został mianowany biskupem Ciudad Guzmán. 25 września 2017 przeszedł na emeryturę.